# Foires de Mars
La Foire de Mars est une fête foraine située dans la ville de Troyes. Elle a lieu tous les ans durant les mois de février et de mars (« cinq semaines avant Pâques »), sur l’esplanade de Belgique, traversée par le boulevard du Général-Charles-Delestraint et faisant face au Parc des Expositions de Troyes. Cette foire est considérée comme l’une des fêtes foraines les plus importantes de France. 

## Histoire
Les premières traces des foires de mars datent du XIXe siècle. En 1848, elles se tiennent place du Préau sur l’ancien emplacement du palais des Comtes de Champagne au détriment des forains et commerçants qui souhaitent s’implanter sur la place de la préfecture. Ils obtiennent satisfaction en 1852.
Les foires déménagent sur le mail Saint-Nicolas à la fin XIXe siècle et s’éparpillent sur le quai la Fontaine et — sur le pourtour du « Bouchon de Champagne » — les boulevards Gambetta, Carnot, Victor-Hugo et du Quatorze-Juillet jusqu’en 1965.
Depuis 1966, Les Foires de Mars deviennent une variété de métiers ludiques — loterie, manèges pour enfants et à sensations fortes, montagnes russes, train fantôme, stands de tir, théâtres, etc. —. Aujourd'hui, cette formule est inchanée.
Menacées de fermeture pendant deux ans en 2009 pour des raisons de sécurité, les foires sont finalement maintenus par Jacky Morin, maire adjoint de Troyes.
En 2016, la municipalité estime le nombre d'attractions sur cette fête foraine à plus de 170.
en 2020; toutes les foires de mars furent annulés.

## Galerie

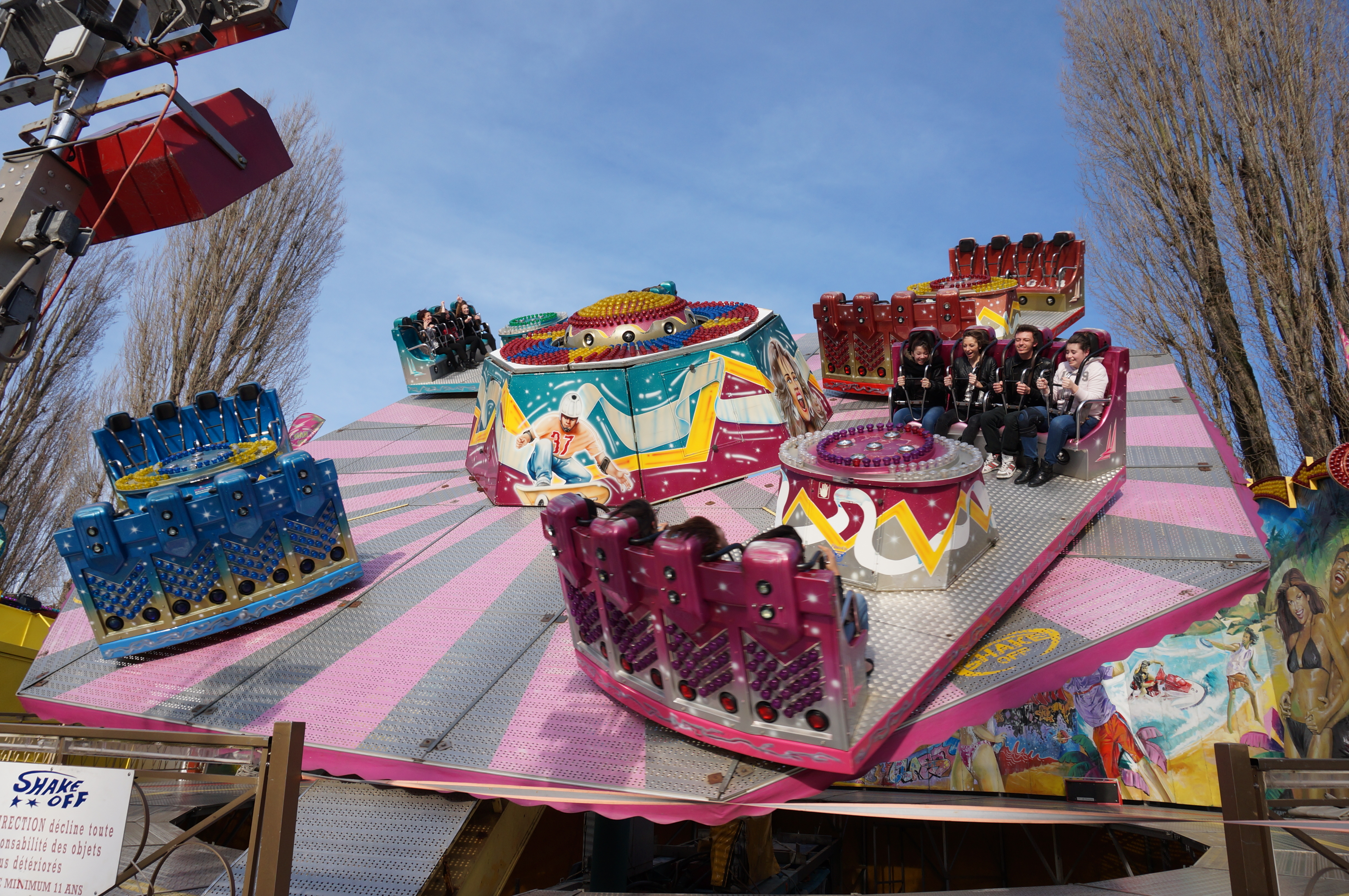
Le Shake Off.
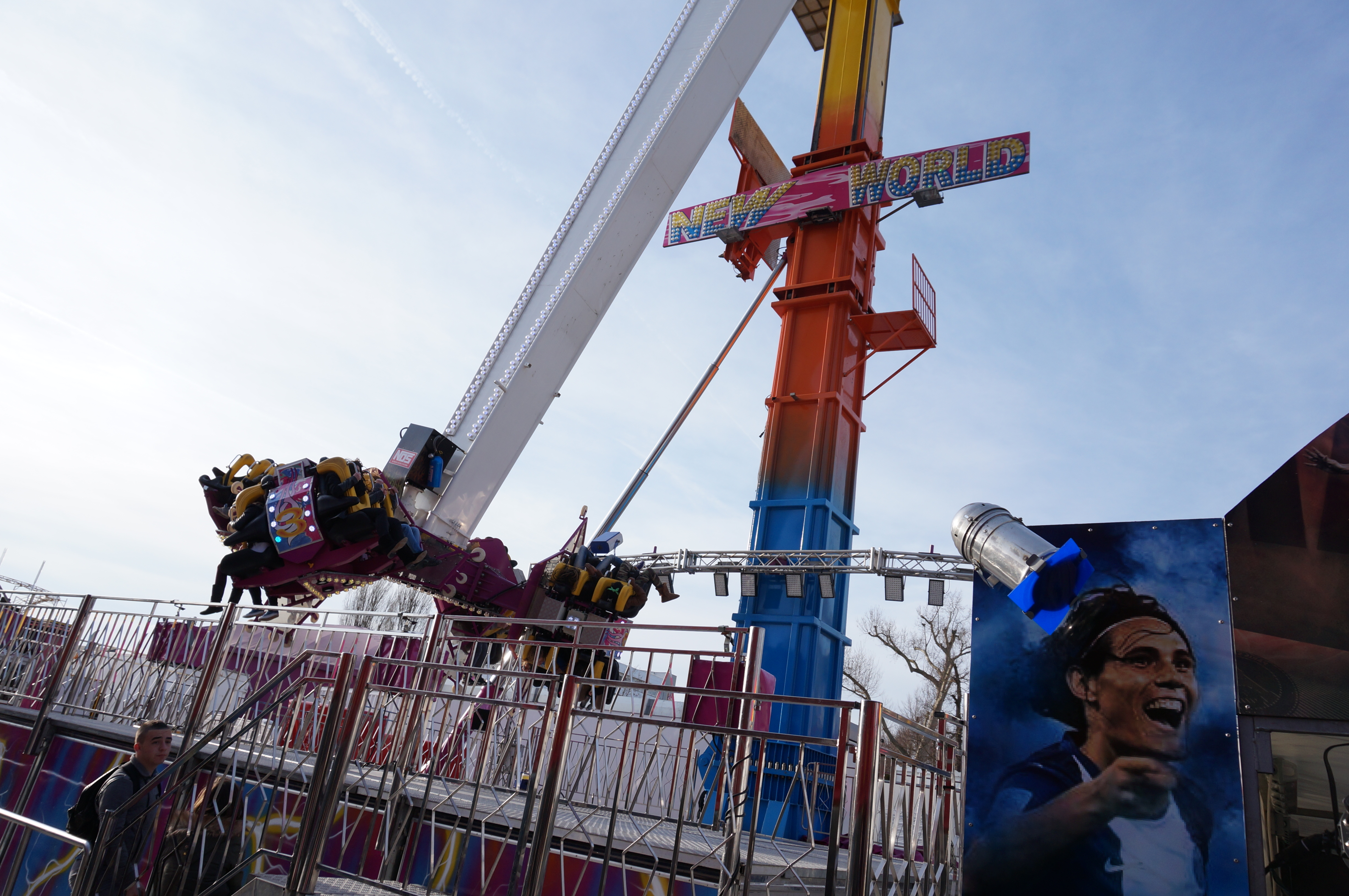
Le New World XXL.
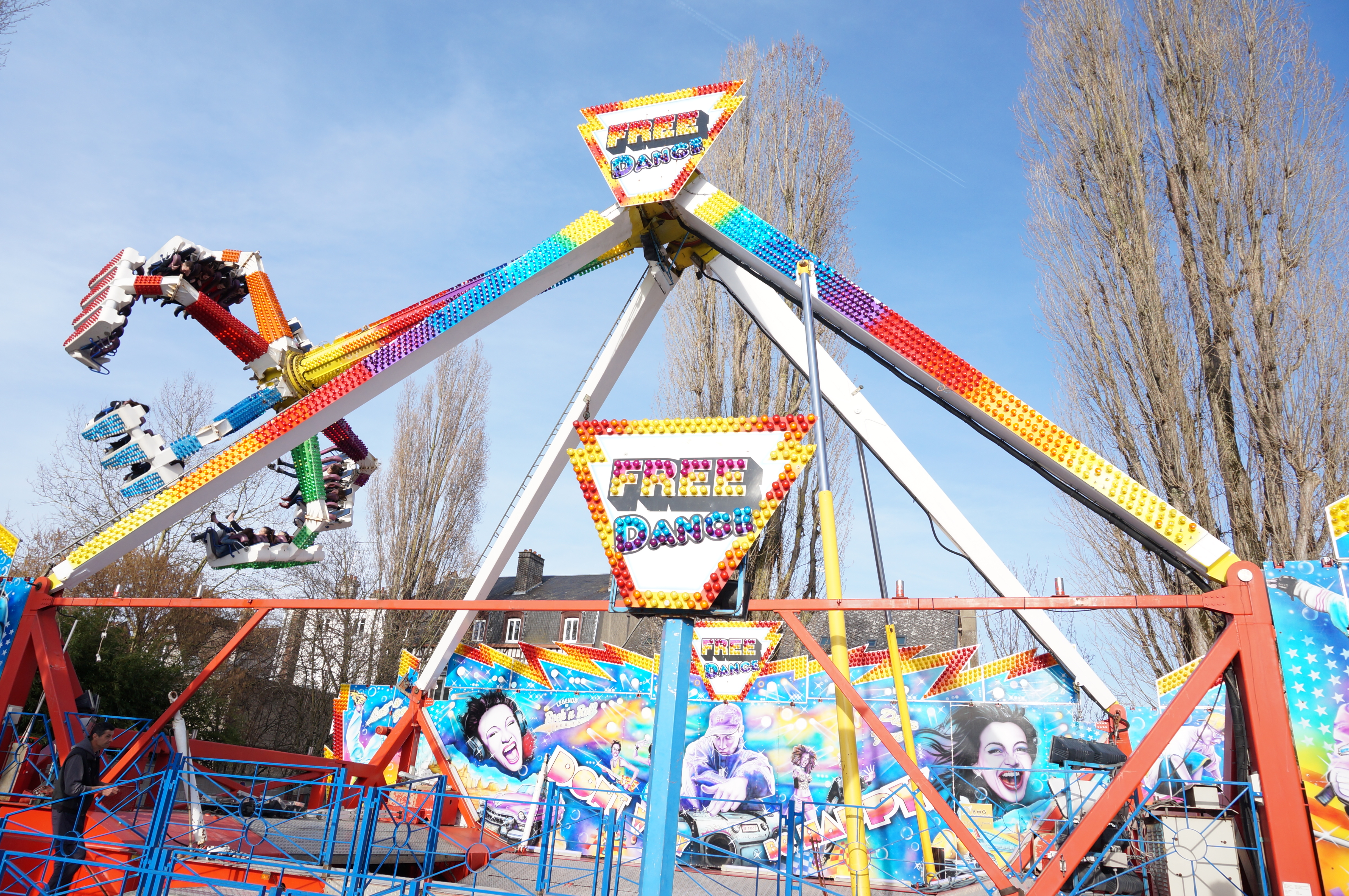
Le Free Dance.
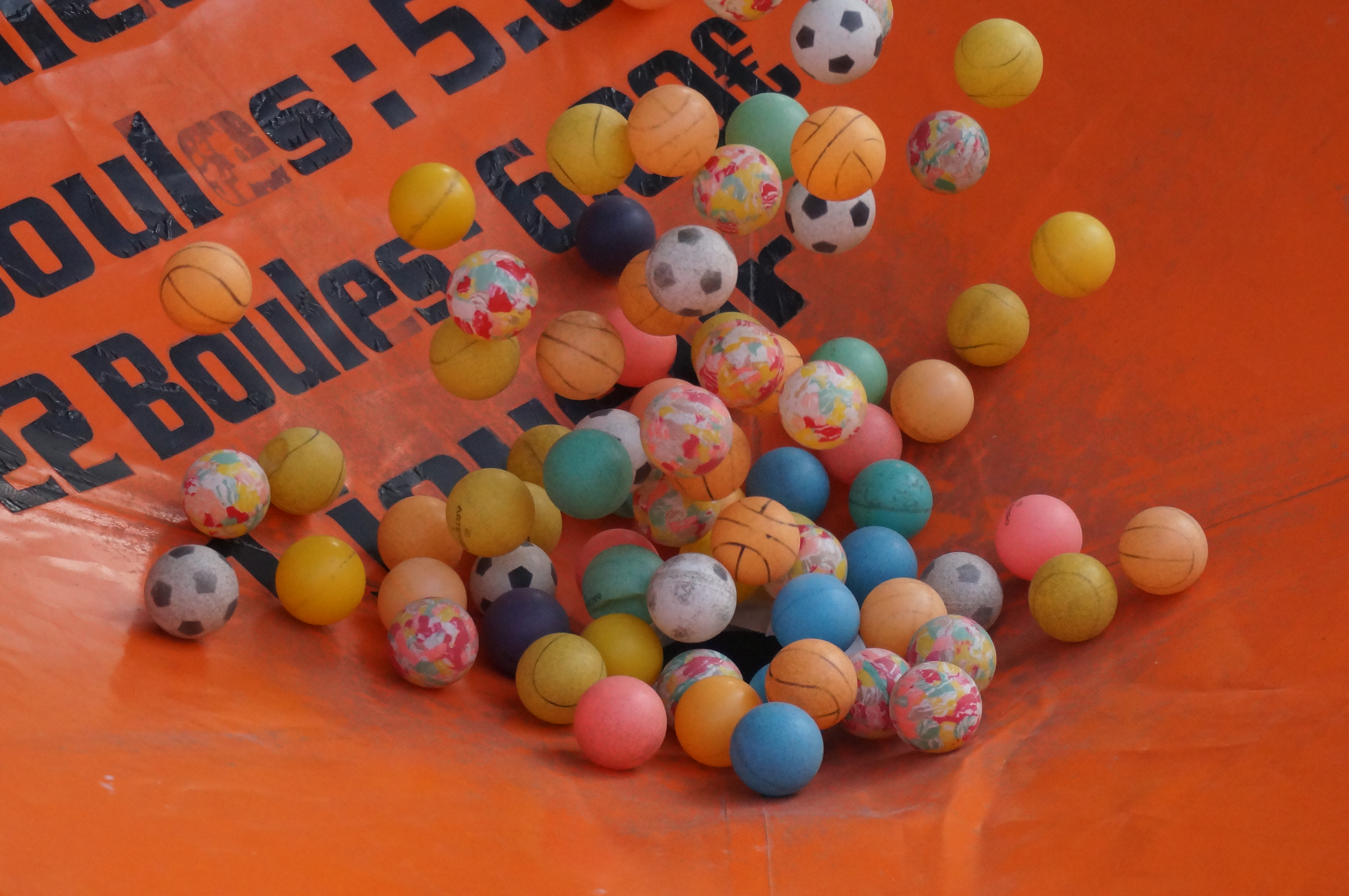
Un stand de boules.
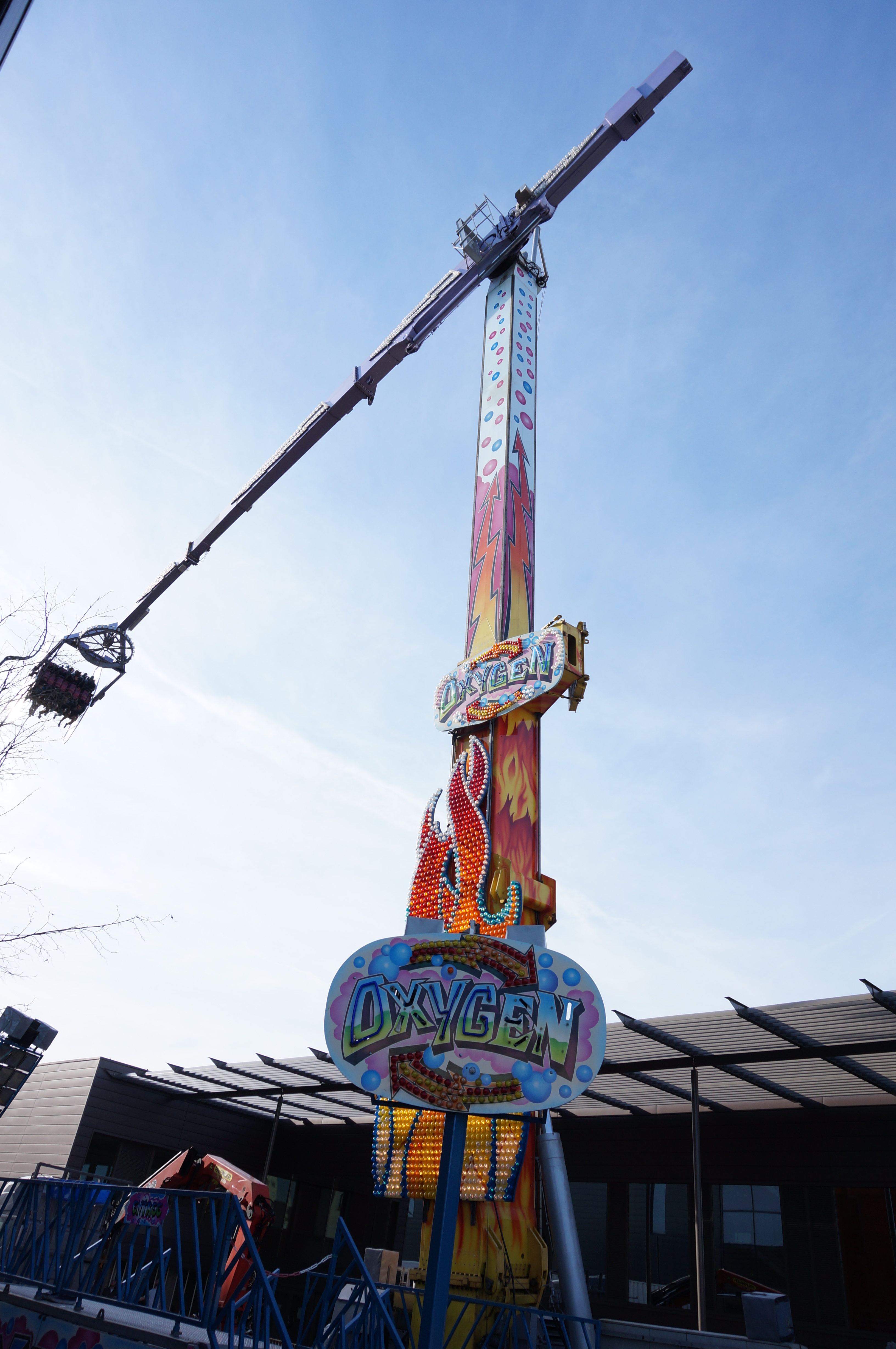
L'Oxygen.
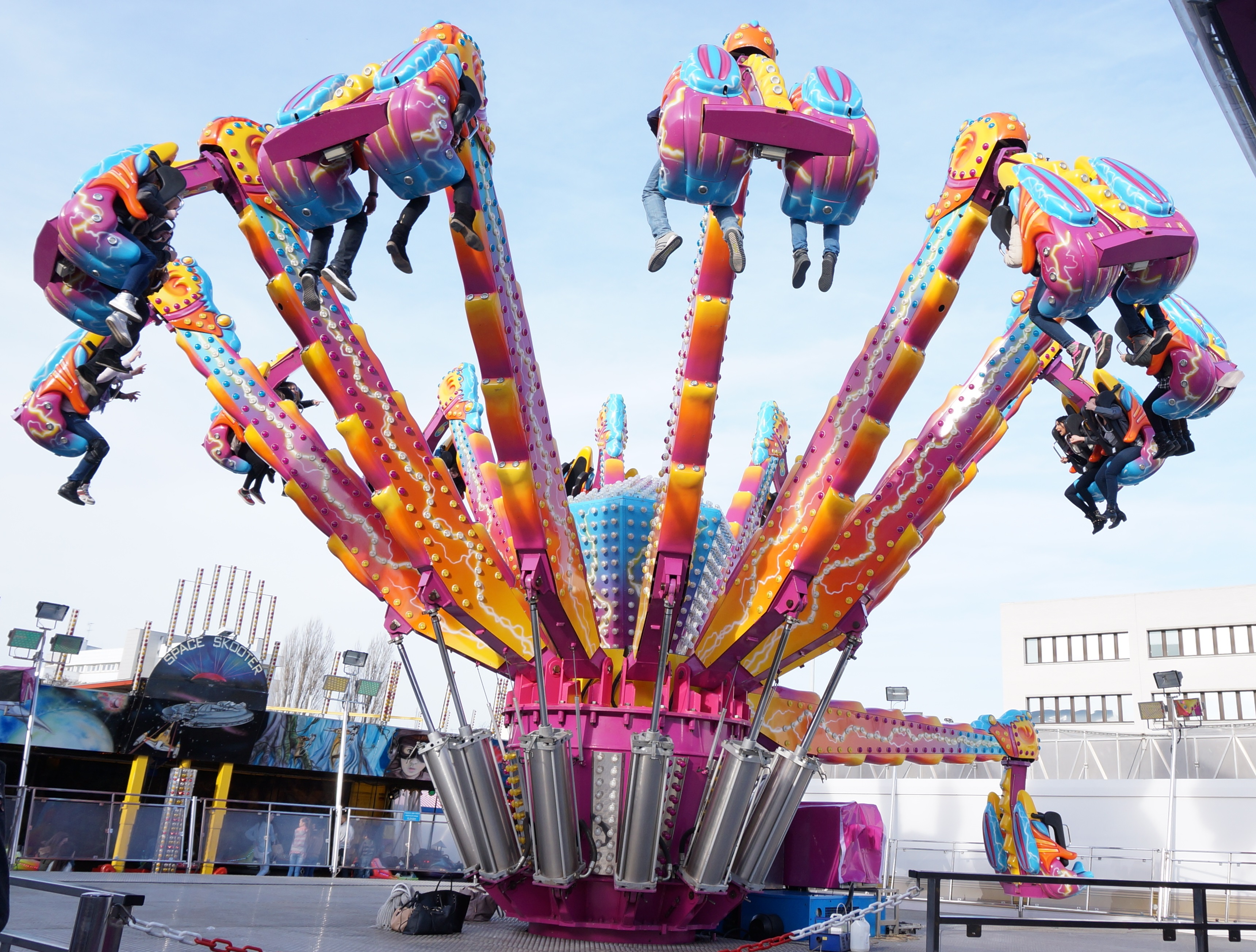
Le Crazy Jump
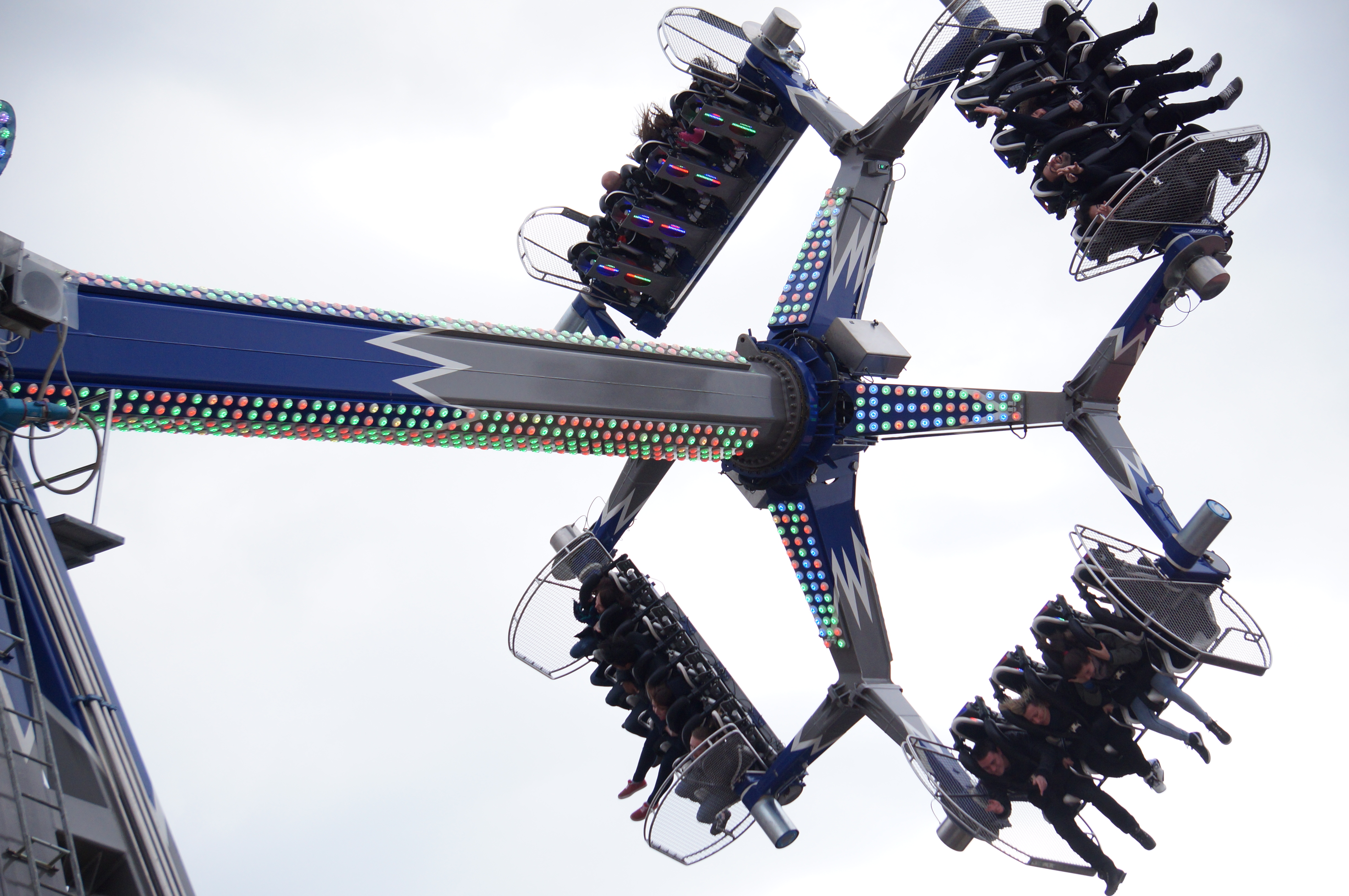
Le King Loop